# Елтън Джон
Сър Елтън Джон (на английски: Elton John), роден като Рѐджиналд Кѐнет Дуайт (Reginald Kenneth Dwight), е английски певец, пианист и композитор.
В своята дългогодишна кариера (стартирала през 1962 г.) той се радва на световна известност, достигнала своя връх през седемдесетте години на двадесети век. Елтън Джон е продал над 450 млн. албума и над 200 млн. сингъла по цял свят, което го прави един от най-успешните изпълнители за всички времена.

## Биография
Елтън Джон е роден на 25 март 1947 г. в лондонското предградие Пинър, Великобритания.
Заедно с продуцента Бърни Топин Елтън Джон създава най-забележителната част от творчеството си през 70-те години. Негови песни от този период като Your Song, Rocket Man, Daniel, Sorry Seems To Be The Hardest Word са се превърнали в класика и стандарт в поп музиката.
Други негови известни песни от 80-те години са I'm Still Standing, I Guess That's Why They Call It The Blues, Nikita, Sad Songs, дуетът с Джордж Майкъл Don't Let The Sun Go Down On Me. За композициите, включени в песента на анимационния филм на Уолт Дисни Цар Лъв, за които печели Оскар. В периода 1970 – 1997 г. Елтън Джон има поне по един хит годишно, който се класира в американския чарт Топ 40.
През 1997 г., след трагичната смърт на принцеса Даяна, Елтън Джон и Бърни Топин написват нова версия на песента си Candle in the Wind (написана в оригинал в памет на Мерилин Монро). Джон изпълнява песента на погребението на принцесата и Candle in the Wind 1997 се превръща в един от най-продаваните сингли на всички времена. За нея той печели награда Грами.
През 1996 г. Елтън Джон е награден с Орден на Британската империя, а през 1998 г. е посветен в рицарство от кралица Елизабет II за изключителен музикален принос и активна благотворителност.
През 1988 г., след развода си с германката Рене Блауел, Елтън Джон открито обявява своята хомосексуалност.
В края на 2005 г. сключва граждански съюз с дългогодишния си партньор Дейвид Фърниш.
На 13 юни 2010 година Елтън Джон изнася концерт на стадион „Локомотив“ в град София. През февруари същата година предизвиква скандал измежду британски и американски христяни, наричайки Иисус Христос „чувствителен и супер интелигентен гей, който наистина е разбирал проблемите на хората“. Джон споменава и че Иисус би подкрепил еднополовите бракове.